# 北斉書
『北斉書』（ほくせいしょ、繁体字: 北齊書; 簡体字: 北齐书; 拼音: Běiqíshū; ウェード式: Pei-ch'i shu）は、唐の李百薬の書いた紀伝体の断代史で、二十四史の一つである。紀8巻と列伝42巻の合計50巻、636年（貞観10年）の成立。東魏・北斉の歴史を記載した正史である。
李百薬の父である李徳林の手になる紀伝体で全27巻の『北斉史』が存在していて、それが隋代には38篇に編みなおされていた。李百薬は父の史書の上に、王邵の『北斉志』より得た資料を付加することによって、本書を完成させたのである。本書には外国伝は存在しない。
18巻分は李百薬が書いた文章が残る（巻4, 13, 16-25, 41-45, 50）が、残りは散逸したため、後代の人が『北史』などの諸書によって補った。原名は『斉書』（せいしょ）であるが、宋代以降に蕭子顕の『南斉書』と区別するため『北斉書』と呼び習わされるようになった。
『史通』を著した劉知幾は、本書に対して王邵の『北斉志』や宋孝王の『関東風俗伝』より劣るという、非常に手厳しい評価を下している。

## 内容

### 帝紀
1. 帝紀第一 - 神武帝上
2. 帝紀第二 - 神武帝下
3. 帝紀第三 - 文襄帝
4. 帝紀第四 - 文宣帝
5. 帝紀第五 - 廃帝
6. 帝紀第六 - 孝昭帝
7. 帝紀第七 - 武成帝
8. 帝紀第八 - 後主・幼主

### 列伝
1. 列伝第一 - 神武婁后・文襄元后・文宣李后・孝昭元后・武成胡后・後主斛律后・胡后・穆后
2. 列伝第二 - 高祖十一王 - 永安簡平王浚・平陽靖翼王淹・彭城景思王浟・上党剛粛王渙・襄城景王淯・任城王湝・高陽康穆王湜・博陵文簡王済・華山王𤁒・馮翊王潤・漢陽敬懐王洽
3. 列伝第三 - 文襄六王- 河南康舒王孝瑜・広寧王孝珩・河間王孝琬・蘭陵武王孝瓘・安徳王延宗・漁陽王紹信
4. 列伝第四 - 文宣四王・孝昭六王・武成十二王・後主五男
5. 列伝第五 - 趙郡王琛・清河王岳
6. 列伝第六 - 広平公盛・陽州公永楽・襄楽王顕国・上洛王思宗・平秦王帰彦・武興王普・長楽太守霊山
7. 列伝第七 - 竇泰・尉景・婁昭・厙狄干・韓軌・潘楽
8. 列伝第八 - 段栄・段韶・段孝言
9. 列伝第九 - 斛律金・斛律光・斛律羨
10. 列伝第十 - 孫騰・高隆之・司馬子如
11. 列伝第十一 - 賀抜允・蔡儁・韓賢・尉長命・王懐・劉貴・任延敬・莫多婁貸文・高市貴・厙狄迴洛・厙狄盛・薛孤延・張保洛・侯莫陳相
12. 列伝第十二 - 張瓊・斛律羌挙・堯雄・宋顕・王則・慕容紹宗・薛修義・叱列平・歩大汗薩・慕容儼
13. 列伝第十三 - 高乾・封隆之
14. 列伝第十四 - 李元忠・李密・李愍・李景遺・盧文偉・盧詢祖・盧勇・李義深
15. 列伝第十五 - 魏蘭根・崔㥄・崔瞻
16. 列伝第十六 - 孫搴・陳元康・杜弼
17. 列伝第十七 - 張纂・張亮・張耀・趙起・徐遠・王峻・王紘
18. 列伝第十八 -  薛琡・敬顕儁・平鑑
19. 列伝第十九 - 万俟普・可朱渾元・劉豊・破六韓常・金祚・韋子粲
20. 列伝第二十 - 元坦・元斌・元孝友・元暉業・元弼・元韶
21. 列伝第二十一 - 李渾・李絵・李璵・鄭述祖
22. 列伝第二十二 - 崔暹・高徳政・崔昂
23. 列伝第二十三 - 王昕・王晞
24. 列伝第二十四 - 陸法和・王琳
25. 列伝第二十五 - 蕭明・蕭祗・蕭退・蕭放・徐之才
26. 列伝第二十六 - 楊愔
27. 列伝第二十七 - 裴譲之・皇甫和・李構・張宴之・陸卬・王松年・劉禕
28. 列伝第二十八 - 邢卲
29. 列伝第二十九 - 魏収
30. 列伝第三十 - 辛術・元文遙・趙彦深
31. 列伝第三十一 - 崔季舒・祖珽
32. 列伝第三十二 - 尉瑾・馮子琮・赫連子悦・唐邕・白建
33. 列伝第三十三 - 暴顕・皮景和・鮮于世栄・綦連猛・元景安・独孤永業・傅伏・高保寧
34. 列伝第三十四 - 陽斐・盧潜・崔劼・盧叔武・陽休之・袁聿修
35. 列伝第三十五 - 李稚廉・封述・許惇・羊烈・源彪
36. 列伝第三十六 儒林 - 李鉉・刁柔・馮偉・張買奴・劉軌思・鮑季詳・邢峙・劉昼・馬敬徳・張景仁・権会・張思伯・張彫・孫霊暉・石曜
37. 列伝第三十七 文苑 - 祖鴻勲・李広・樊遜・劉逖・荀士遜・顔之推
38. 列伝第三十八 循吏 - 張華原・宋世良・郎基・孟業・崔伯謙・蘇瓊・房豹・路去病
39. 列伝第三十九 酷吏 - 邸珍・宋遊道・盧斐・畢義雲
40. 列伝第四十 外戚 - 婁叡・爾朱文暢・鄭仲礼・李祖昇・胡長仁・胡長粲
41. 列伝第四十一 方伎 - 由吾道栄・王春・信都芳・宋景業・許遵・呉遵世・趙輔和・皇甫玉・解法選・魏寧・綦毋懐文・張子信・馬嗣明
42. 列伝第四十二 恩倖 - 郭秀・和士開・穆提婆・高阿那肱・韓鳳・韓宝業